# Случай в Эмильцине
Случай в Эмильцине — предполагаемый инцидент, связанный с похищением инопланетянами фермера Яна Вольского (29 мая 1907 года — 8 января 1990 года) в мае 1978 года в Эмильцине.
В то время случай не получил достаточного освещения в СМИ. Впоследствии в этой же деревне, в предполагаемом месте похищения, был установлен памятник.

## Инцидент
По утверждениям Яна Вольского, он ехал на конной повозке рано утром 10 мая 1978 года, когда, по его словам, на него внезапно напали два «низких гуманоидных существа с зелеными лицами» ростом около 1,5 м. Эти два существа запрыгнули на повозку Вольского и, по его словам, сели рядом с ним, начав говорить на странном языке. Сначала он принял их за иностранцев из-за их «раскосых глаз и выдающихся скул». Вольский поехал на поляну, где, по его утверждениям, парил большой неопознанный объект.

### НЛО
Вольский описывал увиденный им объект как чисто белый, около 4,5 м — 5,0 м в высоту и «длинный, как автобус», парил на высоте 4,9 м. Вольски упомянул, что на судне было четыре объекта, сделанных из чёрного материала, напоминавшие дрель, которые издавали гудящий звук. Вольский также описывал платформу, похожую на лифт, прикреплённую к парящему судну, которая вскоре опустилась на землю.
Затем Вольский рассказывает, что его взяли на борт корабля вместе с двумя другими сущностями, которых он встретил около летающего объекта. Затем ему жестом приказали раздеться. Далее он утверждает, что его осмотрели с помощью инструмента, похожего на два блюдца. После этого ему приказали переодеться, и именно тогда он заметил, что на корабле нет ни источников света, ни даже окон, только солнечный свет, проникающий через дверь корабля. Также он рассказывал, что сущности предлагали ем перекусить едой, похожей на сосульки, но он отказался. Интерьер судна описывался как чёрный с сероватым оттенком, похожий на одежду существ.

## После инцидента
После инцидента Вольский вернулся домой к своей семье и сообщил им о том, что только что произошло, призвав их прийти и посмотреть на воздушное судно. Он сообщил об этом своим сыновьям, которые позвали других соседей, и вместе они отправились исследовать место. Поляна, где стояло судно, «была вытоптана, а тропинки расходились во всех направлениях». Вольский вернулся домой, оставив соседей и семью на месте. Сыновья Вольские утверждают, что существа оставили следы, хотя они не уточнили, были ли эти следы больше или меньше человечьих.
Шестилетний мальчик утверждает, что стал свидетелем того, как над сараем зависло похожее на автобус воздушное судно, а затем поднялось высоко в небо и исчезло.
Вольский рассказал эти воспоминания в интервью с Генриком Поморским и Кристиной Адамчик в июле 1978 года, через два месяца после инцидента. Аудиозапись интервью долгое время хранилась в частном архиве, прежде чем была обнародована.

## Память
В 2005 году в Эмильчине был возведен мемориал в память о похищении инопланетянами Яна Вольского. Текст на польском языке гласит: «10 мая 1978 года в Эмильчине приземлился объект НЛО. Истина поразит нас в будущем».